# Afala Island
Afala Island (englisch; bulgarisch остров Афала ostrow Afala) ist eine in westsüdwest-ostnordöstlicher Ausrichtung 360 m lange und 310 m breite Felseninsel vor der Nordküste von Nelson Island im Archipel der Südlichen Shetlandinseln. Sie liegt 0,74 km westlich des Baklan Point, 0,86 km nordöstlich des Retamales Point und 1,05 km südsüdöstlich von Withem Island.  
Britische Wissenschaftler kartierten sie 1968. Die bulgarische Kommission für Antarktische Geographische Namen benannte sie 2018 nach dem Trawler Afala, der für den Fischfang zwischen 1985 und 1986 unter Kapitän Kosjo Kostow in den Gewässern um Südgeorgien operiert hatte.